# San Marcos Arteaga
San Marcos Arteaga là một đô thị thuộc bang Oaxaca, México. Năm 2005, dân số của đô thị này là 2110 người.